# Кожабаев, Алаш
Алаш Кожабаев (1927 год, урочище Казах-Сортогой — 1973 год) — председатель колхоза «Путь к коммунизму» Кош-Агачского района Горно-Алтайской автономной области. Герой Социалистического Труда (1966).

## Биография
Родился в 1927 году в казахской семье в урочище Казах-Сортогой. В 1941 гоу получил неполное среднее образование. С 1941 года — табунщик, старший табунщик колхоза «Путь к коммунизму» Кош-Агачского района. После окончания в 1954 году Бийской счётно-бухгалтерской школы работал счетоводом в родном колхозе. В 1955 году избран председателем колхоза «Путь к коммунизму».
Под его руководством в колхозе были построены объекты социального и хозяйственного значения, увеличена кормовая база для круглогодичного содержания овец, в результате чего прибыль увеличилась на 230 %. Указом Президиума Верховного Совета СССР от 22 марта 1966 года за достигнутые успехи в развитии животноводства, увеличении производства и заготовок мяса, молока, яиц, шерсти и другой продукции удостоен звания Героя Социалистического Труда с вручением ордена Ленина и золотой медали «Серп и Молот».
Без отрыва от производства окончил заочное отделение Горно-Алтайского зооветеринарного техникума.
Скончался в 1973 году.